# Jørgen Bukdahl
Jørgen Peter Pedersen Bukdahl, född 8 december 1896, död 2 november 1982, var en dansk litteraturkritiker.
Bukdahl blev filosofie kandidat 1917, studerade en tid i Tyskland och var 1925-1932 bosatt i Norge. Han framträdde först som skönlitterär författare men gjorde sin främsta insats som litteraturkritiker, där han huvudsakligen intresserade sig för samtida norsk diktning av folklig karaktär. Bukdahl utgav Den gamle Bys drøm (1921), Den sidste Frist (1922), Norsk national Kunst (1924), Graa Eros (1925, novellsamling), Det skjulte Norge (1926), Thomas Olesen Løkken (1927), Aaret i Ribe (1928), Dansk national Kunst (1929), Det moderne Danmark (1931), Det europæiske Menneske (1933, en bok om Esaias Tegnér), Det skjulte Foraar (1934, emigrantbrev från Norge), Lyseklostret (1940), Mellemkrigstid 1920-1925 (1941), Mellemkrigstid 1925-1930 (1942), Mellemkrigstid 1930-1935 (1945 med skildringar från hans tid i Sverige) och Mellemkrigstid 1935-1940 (1945), de fem senast nämnda essäsamlingar. Han utgav därefter Danmark og Norge under Krig og Besættelse 1940-45 (1946). Bukdahl utgav tillsammans med Poul Engberg Grundtvig og Videnskaben (1944). Till Bukdahls 50-årsdag utgavs Festskrift till Jørgen Bukdahl. Han tilldelades Georg Brandes-priset 1971.